# .gf
.gf je internetová národní doména nejvyššího řádu pro Francouzskou Guyanu.
Správa je delegována poskytovateli CANAL + TELECOM, ale na jeho stránkách nejsou žádné informace o registraci domén, které nejsou příliš používané.